# Por
Der Por (auch Pór und Pur) ist ein linker Zufluss des Wieprz in der Woiwodschaft Lublin in Polen.

## Geografie
Der Por entspringt in der Hügellandschaft des westlichen Roztocze in einer Höhe von 235 Metern beim Dorf Batorz. Er fließt von dort in südöstlicher Richtung durch das Tal Padół Zamojski, bis er rund 10 Kilometer nördlich von Szczebrzeszyn im Stausee von Nielisz südlich von Nawóz in den Wieprz mündet; die Mündung liegt auf einer Höhe von 194 Metern. An seinem 52,6 Kilometer langen Lauf liegen keine größeren Orte. Das Einzugsgebiet wird mit 590 km² angegeben. Die Schüttung an der Mündung beträgt 3,26 m³/s.
Die wichtigsten Zuflüsse sind linksseitig der Gorajec und rechtsseitig die Wierzbówka.